# Plastic Surgery Disasters
Plastic Surgery Disasters ist das zweite Album der US-amerikanischen Punkband Dead Kennedys. Es wurde später als Kombination mit der EP In God We Trust, Inc. wiederveröffentlicht. Die letzten acht Tracks sind die Titel der EP. Das Innencover der LP wurde von Winston Smith gestaltet. Wie bei den Dead Kennedys üblich wurde das Album in San Francisco aufgenommen. Die Band habe sich weiterentwickelt, sagten Kritiker und Fans angesichts der Veröffentlichung. Zudem fällt das Album noch punklastiger aus als der Vorgänger Fresh Fruits for Rotting Vegetables. Auf diesem Album wurde auch mit anderen Musikrichtungen als Punk experimentiert.

## Trackliste
Alle Songs von Jello Biafra, außer wenn besonders gekennzeichnet.
1. Advice From Christmas Past – 0:55
2. Government Flu – 2:59
3. Terminal Preppie – 1:30
4. Trust Your Mechanic – 2:55
5. Well Paid Scientist – 2:21
6. Buzzbomb (Jello Biafra/East Bay Ray) – 2:21
7. Forest Fire – 2:22
8. Halloween (Dead Kennedys) – 3:35
9. Winnebago Warrior (Dead Kennedys) – 2:09
10. Riot (Dead Kennedys) – 5:57
11. Bleed for Me (Dead Kennedys) – 3:24
12. I Am the Owl (Dead Kennedys) – 4:51
13. Dead End – 3:56 (East Bay Ray)
14. Moon Over Marin (Jello Biafra/East Bay Ray) – 4:29

## Sonstiges
- Ein einziges Musikvideo wurde hergestellt für das Stück Forest Fire. Das Album wurde nicht von Jello Biafra, sondern von Thom Wilson produziert, was nicht die Regel darstellte. Den Erfolg des Debüt-Albums konnte Plastic Surgery Disasters nicht wiederholen.
- 1993 coverten Napalm Death das Stück Nazi Punks Fuck Off.

## Songs (Auswahl)
- Halloween handelt davon, dass sich die Leute nicht nur an Halloween verkleiden, sondern das ganze Jahr eine Maske tragen.
- In I Am the Owl werden staatliche Überwachung und die Möglichkeit eines Polizeistaates angeprangert.
- In Terminal Preppie geht es um die Dekadenz der (amerikanischen) Studenten.